# Takuro Fujii
Takuro Fujii (Japón, 21 de abril de 1985) es un nadador japonés especializado en pruebas de corta distancia estilo libre y estilo mariposa, donde consiguió ser subcampeón olímpico en 2012 en los .

## Carrera deportiva
En los Juegos Olímpicos de Pekín 2008 ganó la medalla de bronce en los relevos 4 x 100 metros estilos, nadando el estilo mariposa, con un tiempo de 3:31.18 segundos que fue récord de Asia, tras Estados Unidos y Australia (plata).
Cuatro años después, en los Juegos Olímpicos de Londres 2012 ganó la medalla de plata en la misma prueba, pero esta vez nadando el largo de estilo libre, con un tiempo de 3:31.26 segundos, tras Estados Unidos y por delante de Australia (bronce).